# Ferran Velazco Querol
Pour les articles homonymes, voir Querol (homonymie).
Pas d'image ? Cliquez ici

a Compétitions nationales et continentales officielles uniquement.

b Matchs officiels uniquement.
Dernière mise à jour le 28 novembre 2024.
Ferran Velazco Querol, né le 23 juin 1976 à Barcelone (Espagne), est un joueur de rugby à XV international espagnol évoluant au poste d'arrière. 

## Carrière

### En équipe nationale
Il a eu sa première cape internationale le 26 août 1995, à l'occasion d'un match contre l'équipe du Chili.

## Statistiques internationales
- 59 sélections avec  l' Espagne.
- Sélections par année : 2 en 1995, 2 en 1997, 3 en 1998, 5 en 1999, 4 en 2000, 7 en 2001, 6 en 2002, 7 en 2003, 6 en 2004, 6 en 2005, 5 en 2006.

- Coupe du monde de rugby 1999 (2 matchs).